# アイシャー・モーターズ
アイシャー・モーターズ (Eicher Motors) は、1982年に創立されたインド・グルガーオンに本社を置く自動車メーカーで、アイシャー・グループの中核企業である。

## 概要

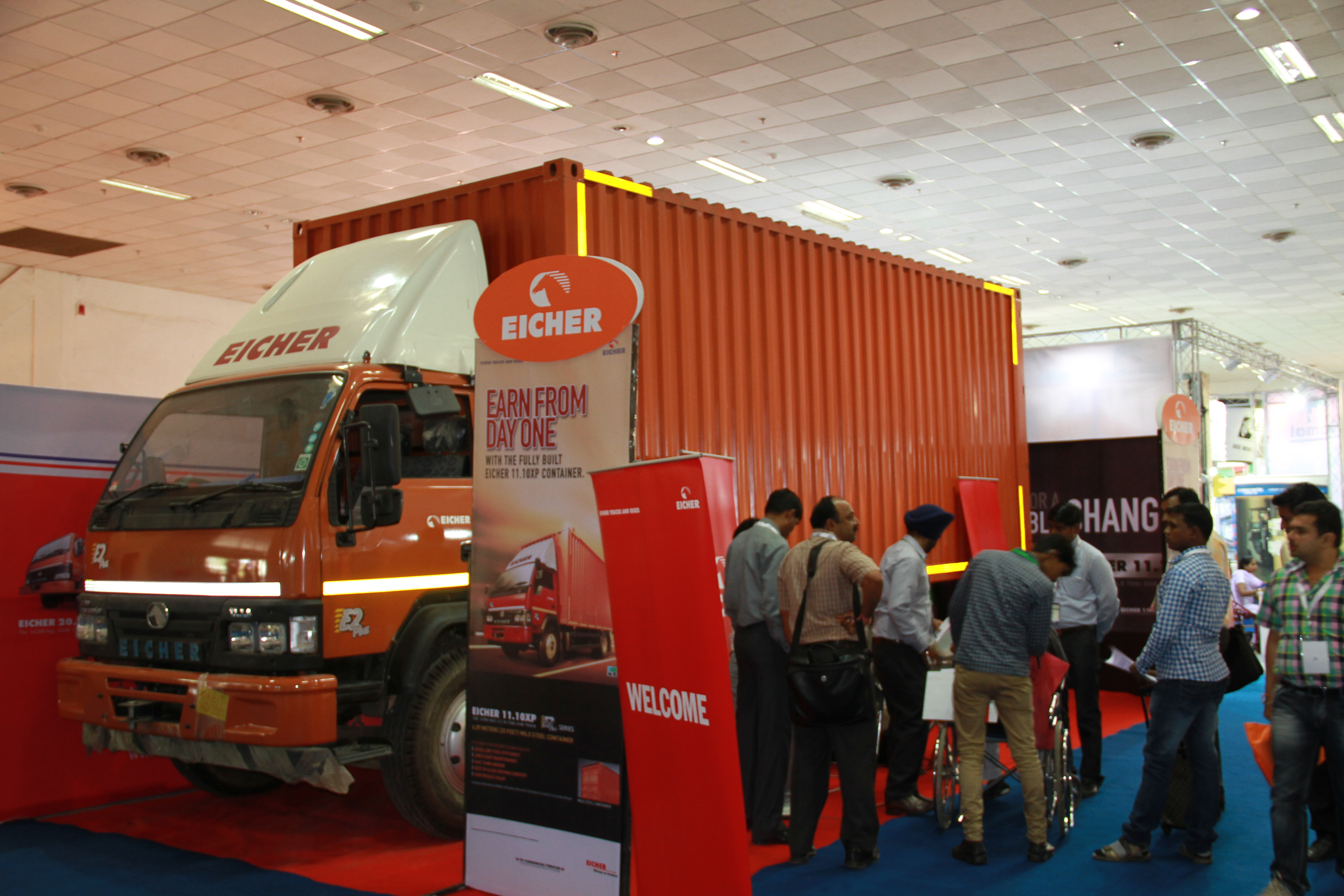
アイシャー11.10XP E2 Plus

商用車（トラック、バス）およびオートバイ事業を行なっている。前者についてはボルボとの折半出資でVEコマーシャル・ビークルズ (VECV) を設立し、同社にて設計・製造・販売を行なっている。後者についてはロイヤルエンフィールドブランドで製造・販売を行っている。

## 歴史

### アイシャー・グループの源流
1948年、輸入トラクターの販売やサービスを目的としてグッドアース社 (Goodearth Company) が設立される。1959年、ドイツのゲブルーダー・アイヒャー社 (Gebr. Eicher Company) との合弁でアイシャー・トラクター・コーポレーション・オブ・インディアが設立される。1959年4月にファリーダーバード工場にて最初の国産トラクターが製造された。翌1960年9月、社名をアイシャー・トラクターズ・インディアに変更した。同社は1965年に100%インド資本となった。
なお、ドイツの本家アイヒャー社についてはマッセイ・ファーガソンが1970年に株式の30%を保有し、1973年には残りの株式を取得して傘下に収めた。
1980年には再び社名変更が行われてアイシャー・グッドアースとなった。

### アイシャー・モーターズの設立
1982年10月、アイシャー・グッドアースは三菱自動車工業と小型商用車の製造で協業することで合意。東京で調印式が行われ、アイシャー・モーターズが設立された。アイシャー・モーターズは1986年からマディヤ・プラデーシュ州ピータンプル工場にてキャンターの製造を開始した。
1990年2月、アイシャー・グッドアースはエンフィールド・インディアの株式の26%を取得。1993年8月には60%を取得して傘下に収めた。エンフィールド・インディアは1994年6月にロイヤルエンフィールド・モーターズに社名変更するが、1996年にアイシャーと合併して一部門となった。
1994年3月、アイシャー・モーターズは技術移転の成功と完全国産化を果たしたことで三菱自動車工業との技術提携を終了する（ただし、資本関係が解消されたのは2009年12月のことである）。2003年には大型トラック市場に参入した。
2005年6月、アイシャー・モーターズはトラクター事業をチェンナイのTAFEに売却した。TAFEは現在もアイシャーブランドのトラクターの販売を行なっている。

### ボルボとの合弁
2008年7月、アイシャー・モーターズはボルボグループと折半出資で合弁会社VEコマーシャル・ビークルズ (VECV) を設立し、商用車事業を同社に移管した。VECVは現在アイシャー・トラックス・アンド・バシズ、ボルボ・トラックス・インディア、アイシャー・エンジニアリング・コンポーネンツ、アイシャー・エンジニアリング・ソリューション、VEパワートレインの5部門で構成されている。
2010年、大型トラックのVEシリーズが発売された。
2013年12月2日、アイシャー・モーターズはピータンプルにて11の新製品（GVW5～49トン）からなる「アイシャー・プロ」シリーズを発表した。UDトラックスのクエスター、ビッグサム、コンドルをベースとしており、ペガサスをモチーフにしたフロントマスクが与えられている。プロシリーズは2014年2月以降に発売開始される予定である。

### ポラリス・インダストリーズとの合弁
2012年、アイシャー・モーターズはアメリカ合衆国のATVメーカー、ポラリス・インダストリーズとの間で個人用車両の設計・開発・製造に関する合弁事業の覚書に調印し、2013年に折半出資で合弁会社アイシャー・ポラリス (Eicher Polaris Pvt. Ltd.) を設立し、ラージャスターン州ジャイプルに製造拠点を設けた。
2015年6月18日、アイシャー・ポラリスの最初の製品となる「マルティクス」 (Multix) が発表された。同年8月からの発売を予定しており、価格は23.2万～27.2万ルピーとなる。マルティクスは全長3235mm×全幅1585mm×全高1856mmのボディを持ち、5人乗車のキャビンと荷台を持つパーソナルユーティリティービークルである。単気筒511ccのディーゼルエンジンを搭載し、28.45km/Lの燃費性能を誇る。